# سیکلوآرتنول
سیکلوآرتنول (به انگلیسی: Cycloartenol) با فرمول شیمیایی C۳۰H۵۰O یک ترکیب شیمیایی با شناسه پاب‌کم ۹۲۱۱۰ است. که جرم مولی آن ۴۲۶٫۷۲ g/mol می‌باشد. 